# Kari Lizer
Kari Lizer (San Diego, 26 de agosto de 1961) es una actriz, escritora y productora estadounidense.

## Carrera
Lizer fue la creadora y productora ejecutiva de la sitcom de la CBS The New Adventures of Old Christine. En mayo de 2010 la serie fue cancelada tras cinco temporadas; Lizer criticó a la cadena y sugirió que esta decisión se basó en prejuicios sexistas. Anteriormente se desempeñó como coproductora ejecutiva del seriado Will & Grace durante tres años; por su desempeño fue nominada a los premios Emmy en la categoría de serie de comedia destacada. Lizer también creó la comedia Maggie Winters.
Como actriz, interpretó a Cassie Phillips en Matlock, a Diana Benedict en Sunday Dinner y a Chris Burgess en The Van Dyke Show. En abril de 2020, Lizer publicó su primer libro, Aren't You Forgetting Someone?: Essays from My Mid-Life Revenge.

## Filmografía

### Como actriz
- Smokey Bites the Dust (1981)
- Private School (1983)
- Gotcha! (1985)
- Matlock - 2 episodios (1986)
- Growing Pains - 1 episodio (1987)
- Who's the Boss? - 1 episodio (1987)
- The Van Dyke Show (1988)
- Quantum Leap - 1 episodio (1989)
- Father Dowling Mysteries - 1 episodio (1991)
- Diagnosis Murder - 1 episodio (1994)
- Weird Science - 5 episodios (1994–1996)
- Breast Men (1997)
- Will & Grace - 5 episodios (2001–2004)

### Como directora
- Man with a Plan - 1 episodio (2019)

### Como escritora
- Call Your Mother - 2 episodios (2021)
- The New Adventures of Old Christine - 88 episodios (2006–2010)
- Will & Grace - 13 episodios (2000–2004)
- Maggie Winters - 16 episodios (1998–1999)
- Weird Science - 14 episodios (1994–1997)
- Benders (1994)

### Como productora
- Call Your Mother (2021)
- Maggie Winters (1998–1999)
- The New Adventures of Old Christine (2006–2010)
- Will & Grace (2000–2004)